# Tramway d'Amsterdam
Le tramway d'Amsterdam (en néerlandais : Amsterdamse tram) est une partie du réseau de transport public de la capitale néerlandaise Amsterdam. Ouvert en 1875, le réseau compte actuellement 15 lignes, fréquentées par 113,5 millions de passagers en 2017. La GVB (Gemeentelijk Vervoerbedrijf) l'exploite depuis 1943 avec ceux du métro, des bus, et des ferries.

## Réseau
Le réseau compte actuellement 15 lignes, mais au cours du temps ce nombre atteint 27. À la suite de la mise en service de la Noord/Zuidlijn du métro d'Amsterdam en 2018, le réseau de tramway est grandement remanié. Les numéros de ligne changent au cours du temps. Ainsi, la date d'ouverture indiquée sur le tableau ci-dessous correspond à la première utilisation du numéro associé et non au début de service sur le trajet actuel. En raison de la pandémie de Covid-19 et de la baisse du nombre de passagers dans les transports en commun à Amsterdam, la ligne 11 est temporairement abrogée en 2020, tandis que les fréquences sur les lignes 2 et 12 sont augmentées pour pallier cette dernière.

### Lignes actuelles
Le réseau du tramway d'Amsterdam compte les lignes suivantes :
| Ligne | Ligne | Trajet                                  | Ouverture        | Stations |
| ----- | ----- | --------------------------------------- | ---------------- | -------- |
| 1     |       | Gare de Muiderpoort ↔ Osdorp De Aker    | 20 février 1904  | 25       |
| 2     |       | Gare centrale ↔ Nieuw Sloten            | 28 décembre 1903 | 22       |
| 3     |       | Zoutkeetsgracht ↔ Flevopark             | 25 juin 1902     | 25       |
| 4     |       | Gare centrale ↔ Gare de RAI             | 7 mai 1904       | 18       |
| 5     |       | Westergasfabriek ↔ Stadshart Amstelveen | 17 juillet 1902  | 28       |
| 7     |       | Slotermeer ↔ Azartplein                 | 1er avril 1905   | 31       |
| 11    |       | Gare centrale ↔ Surinameplein           | 12 mars 1904     | 13       |
| 12    |       | Gare centrale ↔ Gare d'Amstel           | 25 octobre 1905  | 20       |
| 13    |       | Gare centrale ↔ Geuzenveld              | 25 novembre 1906 | 19       |
| 14    |       | Gare centrale ↔ Flevopark               | 26 mai 1910      | 15       |
| 17    |       | Gare centrale ↔ Osdorp Dijkgraafplein   | 16 juin 1913     | 22       |
| 19    |       | Gare de Sloterdijk ↔ Diemen Sniep       | 19 octobre 1916  | 29       |
| 24    |       | Gare centrale ↔ Centre médical VU       | 17 octobre 1929  | 18       |
| 25    |       | Gare de Zuid ↔ Amstelveen Westwijk      | 3 avril 1930     | 16       |
| 26    |       | Gare centrale ↔ IJburg                  | 3 décembre 1945  | 11       |

### Ligne historique
La liaison entre le musée du tramway électrique d'Amsterdam et le village de Bovenkerk, au sud de la capitale, porte le numéro 30. Elle est principalement utilisée pour accéder au bois d'Amsterdam.
| Ligne | Ligne | Trajet                             | Ouverture         |
| ----- | ----- | ---------------------------------- | ----------------- |
| 30    |       | Gare de Haarlemmermeer ↔ Bovenkerk | 20 septembre 1975 |

### Lignes disparues
Les lignes 6, 8, 9, 10, 15, 16, 18, 19, 20, 21, 22, 23 et 27 circulent dans le passé. Ces numéros de ligne ne sont plus utilisés, bien que certains tracés sont repris par des lignes existantes. Les numéros 28 et 29 ne sont jamais attribués.
| Ligne | Ligne | Trajet                                                    | Existence                                            |
| ----- | ----- | --------------------------------------------------------- | ---------------------------------------------------- |
| 6     |       | Gare de Zuid ↔ Stadshart Amstelveen (dernier trajet)      | 1901 à 1922, 1922 à 1958, 1977 à 2006 et 2019 à 2020 |
| 8     |       | Gare centrale ↔ Rivierenbuurt                             | 1905 à 1942                                          |
| 9     |       | Gare centrale ↔ Diemen Sniep (dernier trajet)             | 1903 à 2018                                          |
| 10    |       | Westergasfabriek ↔ Azartplein (dernier trajet)            | 1900 à 2018                                          |
| 15    |       | Surinameplein ↔ Mercatorplein (dernier trajet)            | 1913 à 1932 et 1936 à 1937                           |
| 16    |       | Gare centrale ↔ Centre médical VU (dernier trajet)        | 1913 à 2018                                          |
| 18    |       | Nassauplein ↔ Gare de Sloterdijk (dernier trajet)         | 1913 à 1951                                          |
| 20    |       | Gare centrale ↔ Gare centrale (dernier trajet)            | 1922 à 1932, 1991 à 1993 et 1997 à 2002              |
| 21    |       | Gare centrale ↔ Indische buurt (dernier trajet)           | 1921 à 1925 et 1928 à 1931                           |
| 22    |       | Gare centrale ↔ Gare centrale                             | 1921 à 1944                                          |
| 23    |       | Stadionplein ↔ Frederik Hendrikplantsoen (dernier trajet) | 1921 à 1958                                          |
| 27    |       | Gare centrale ↔ Surinameplein (dernier trajet)            | 1962 à 1971                                          |

### Projets

#### Ligne 11
Le prolongement vers l'ouest de la ligne 11 de deux stations, de son terminus actuel sur la Surinameplein vers la gare de Lelylaan, est acté par le conseil municipal en 2019. Les voies existent déjà, empruntées par les lignes 1 et 17, mais un aménagement doit permettre aux rames de la ligne 11 de faire demi-tour à la gare de Lelylaan. La mise en service du prolongement est prévue pour 2023.

#### Ligne 25
La ligne 6, instituée en 2019 sur la partie nord d'un ancien tronçon parcouru par la ligne 51 du métro d'Amsterdam, est remplacée dès la fin 2020 par la ligne 25, qui assure la liaison entre la gare du Sud et le sud d'Amstelveen — la ligne 6 s'arrêtant au centre d'Amstelveen pour cause de travaux de conversion sur les voies au sud. La ligne 25 doit atteindre le village d'Uithoorn en 2024. Les nouvelles rames de type 15G sont commandées à cet effet, ainsi qu'en remplacement des rames de type 11G et 12G.

#### Ligne 26
La ligne 26 doit être prolongée de trois stations vers l'est depuis son terminus actuel à IJburg, dès 2025. Une station supplémentaire à celles-ci est en projet pour 2032.

## Matériel roulant
Le réseau est composé de deux grandes familles de tramways. La GVB exploite près du plus grand parc de Siemens Combino au monde avec 155 rames — dont 4 rames bidirectionnelles, de type 14G, les autres étant de type 13G — ainsi que 20 rames de type 11G et 25 rames de type 12G, construites par La Brugeoise et Nivelles (BN),.
Un appel d'offres pour 63 rames est lancé en 2015, afin notamment de remplacer les rames de type 11G et 12G. Le marché est remporté par CAF avec son modèle Urbos, type 15G dans la dénomination de l'exploitant du réseau. Les livraisons sont prévues de 2019 à 2022 et portent sur des rames bidirectionnelles de 30 mètres. Le marché contient aussi une option pour 60 rames complémentaires.
| Modèle   | Nombre | Numéro      | Caractéristiques                        | Années de livraison | Illustration |
| -------- | ------ | ----------- | --------------------------------------- | ------------------- | ------------ |
| Type 11G | 20     | 901 à 920   | Bidirectionnelle Plancher bas au centre | 1989-1990           |              |
| Type 12G | 25     | 817 à 841   | Unidirectionnel Plancher bas au centre  | 1990-1991           |              |
| Type 13G | 151    | 2001 à 2151 | Unidirectionnelle Plancher bas          | 2002-2003           |              |
| Type 14G | 4      | 2201 à 2204 | Bidirectionnelle Plancher bas           | 2002-2003           |              |
| Type 15G | 63     | 3001 à 3063 | Bidirectionnelle Plancher bas           | 2019-2022           |              |

## Circulation touristique

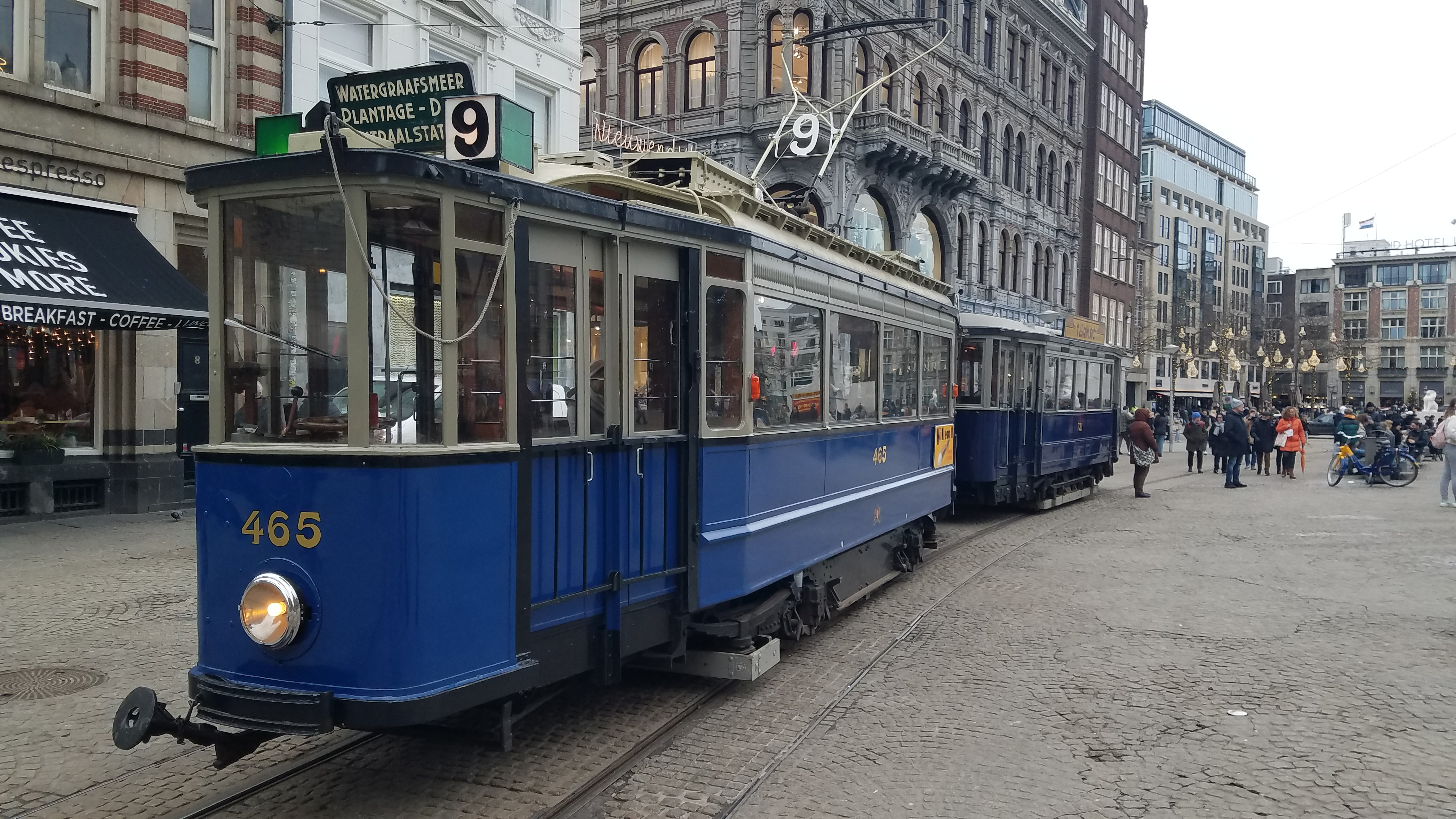
Tramway historique au départ de la place du Dam. Véhicule ayant circulé en service régulier de 1929 à 1968.

Lors de la saison touristique, des rames historiques sont mises en circulation suivant un trajet circulaire au départ de la place du Dam, en passant par le quartierJordaan, le Rijksmuseum, le zoo Artis, la Waterlooplein, la Rembrandtplein et le Rokin.
Départs toutes les 30 minutes de 11 h. à 17h.
Certaines parties du trajet sont non circulées en service régulier.

## Galerie de photographies

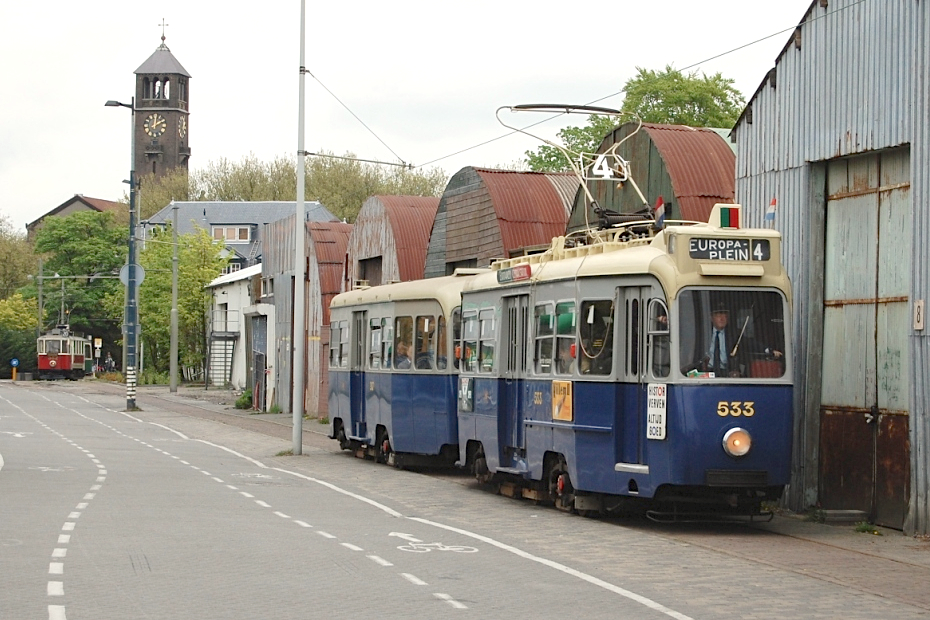
Voitures 533+987 du  musée du tramway d'Amsterdam, à la gare d'Haarlemmermeer. Ces rames ont été utilisées de 1948 à 1983.
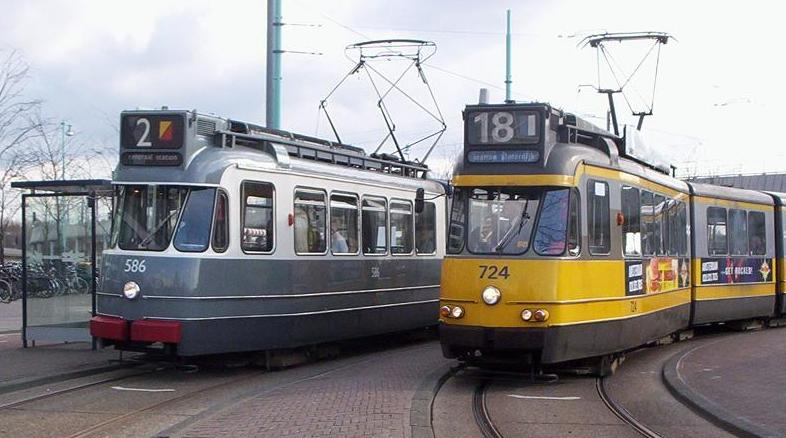
Rames bi-articulées utilisées entre 1957 et 2004.
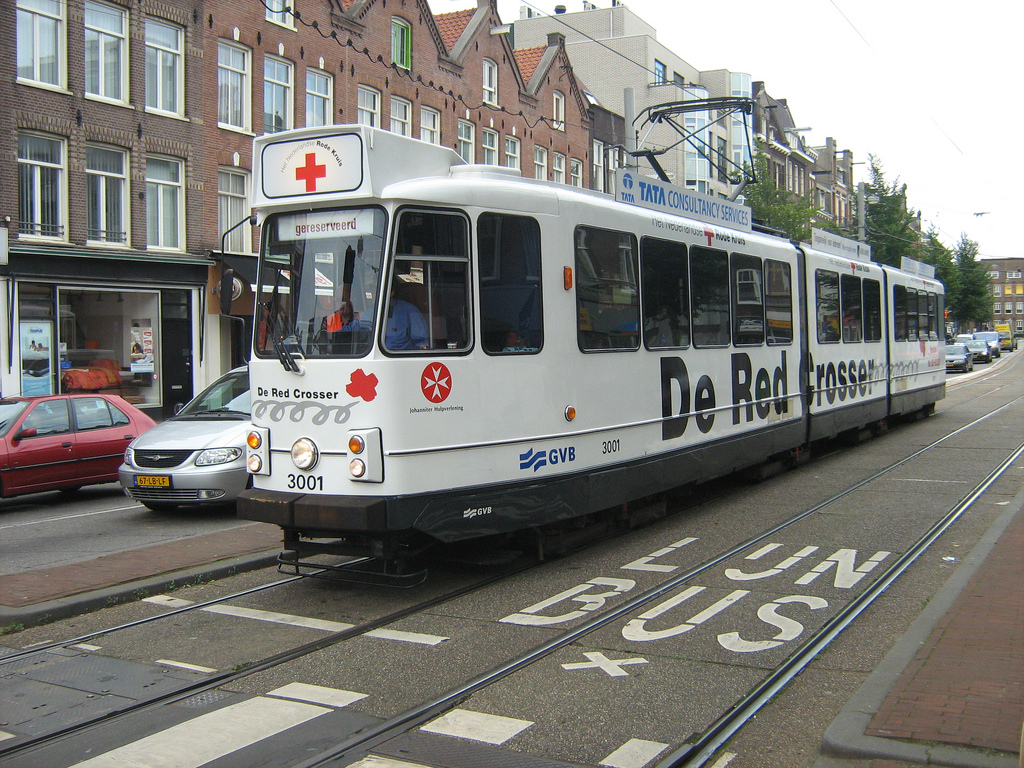
"De Red Crosser" 3001 (ex-767) avec des équipements pour les personnes handicapées (dont un élévateur). Ce tramway a été utilisé entre 2003 et 2016.
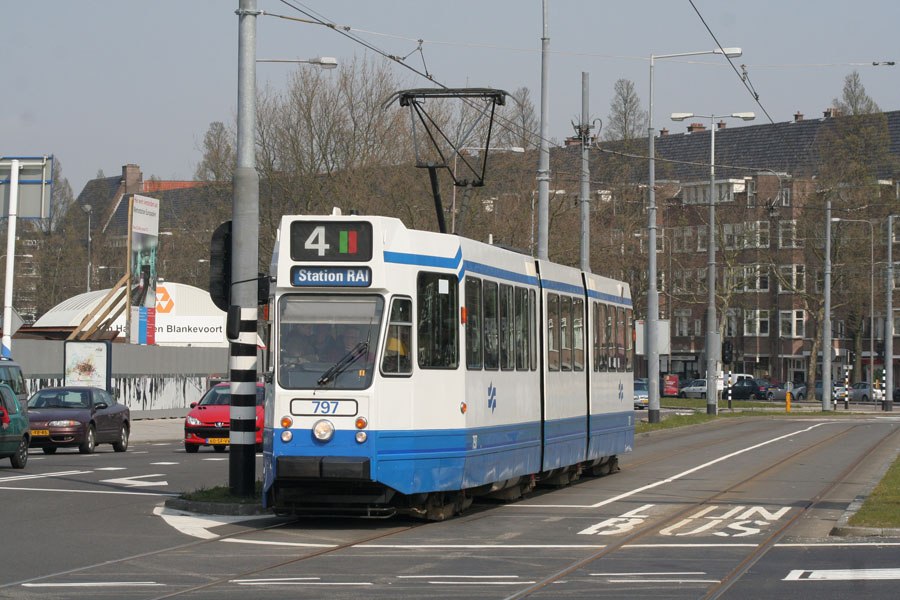
Rame bi-articulée utilisée entre 1979 et 2015.
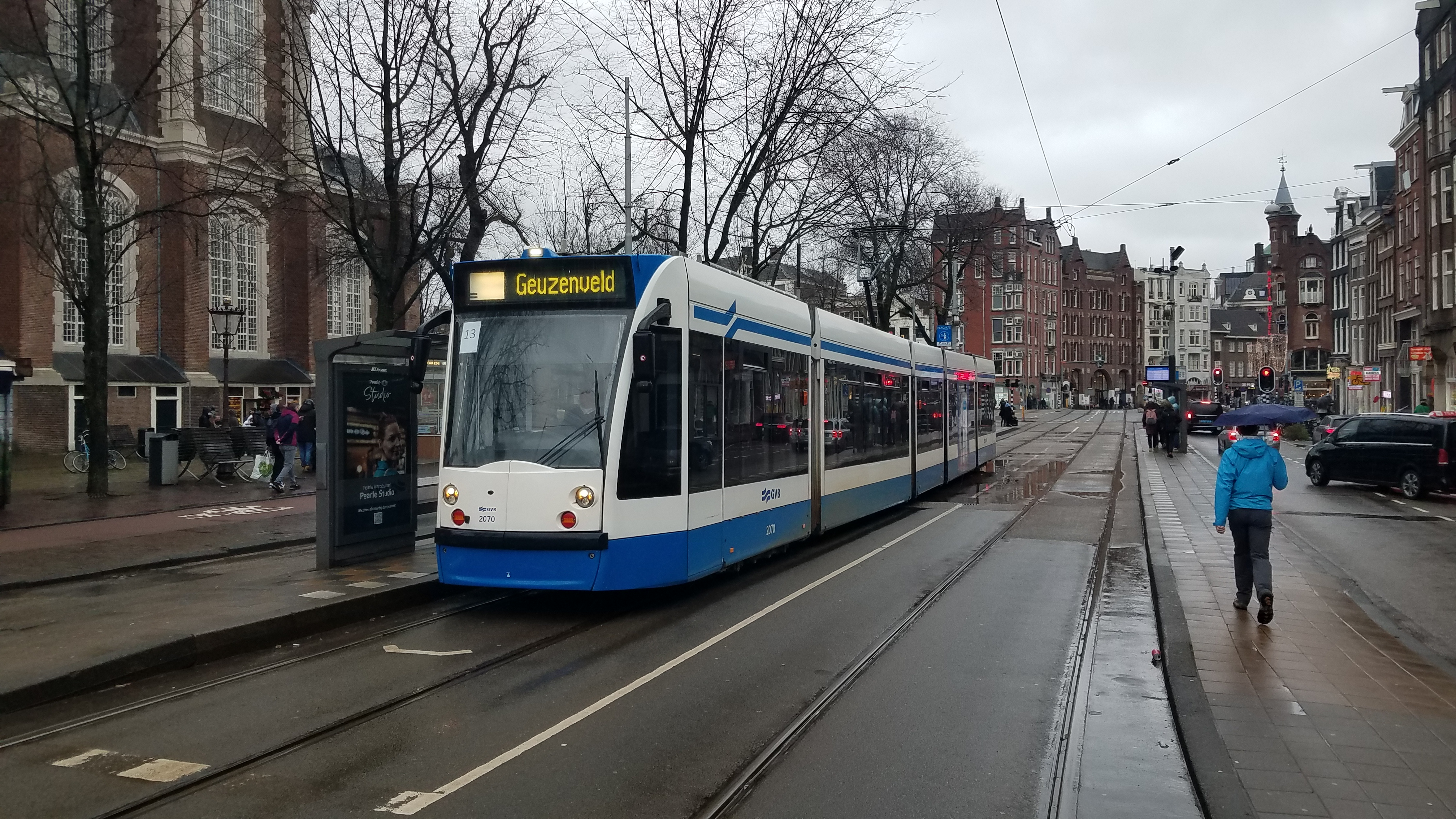
Rame bidirectionnelle à plancher bas à la station Westermarkt (2022).
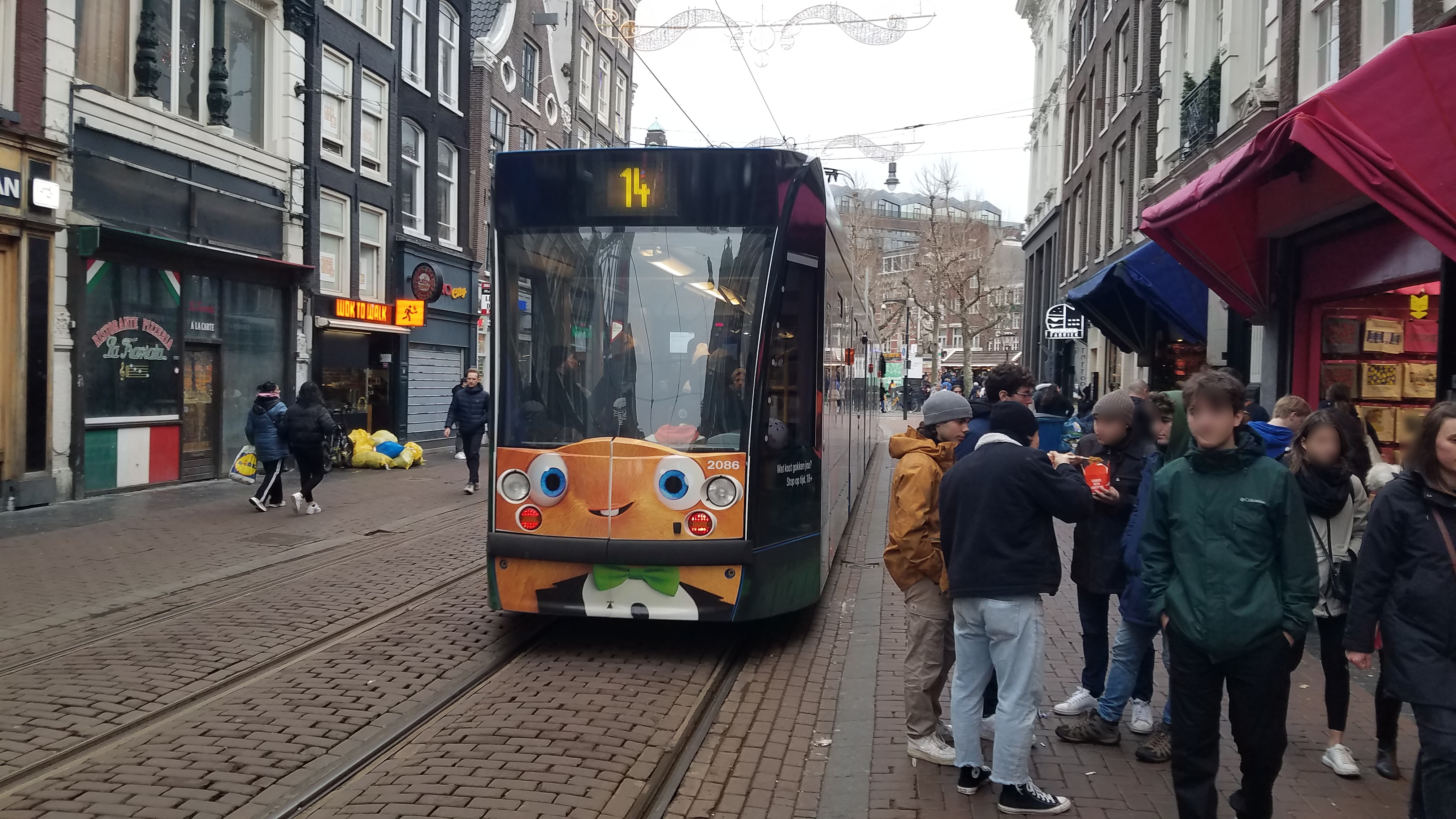
Rame dans la rue piétons-tramways donnant sur la Rembrandtplein (2022).
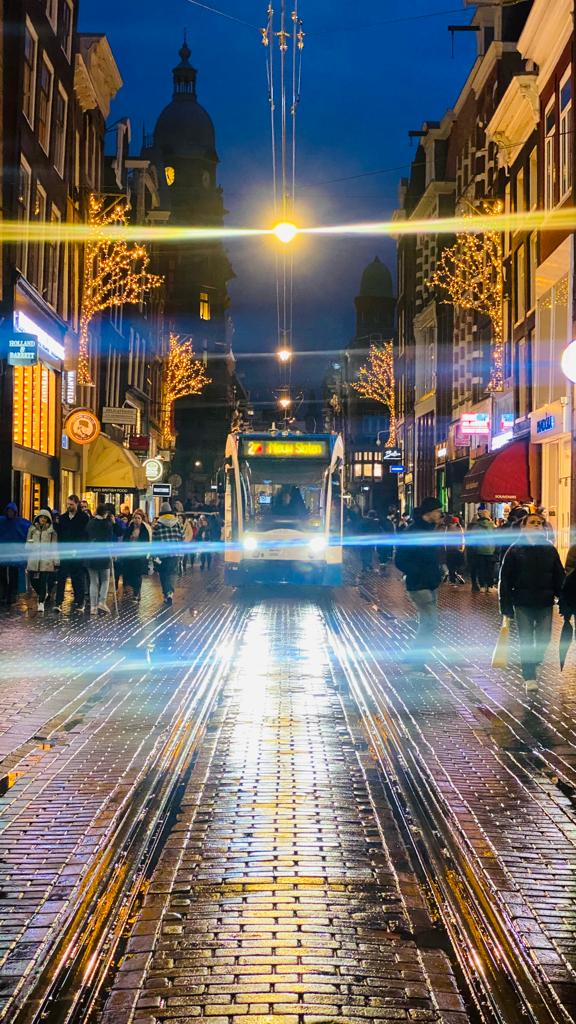
Rame dans la section à voie unique de la Leidsestraat (2022).